# Феномен Пруста
Феномен Пруста (ефект Пруста) — здатність запахів викликати у людей спогади. Явище отримало свою назву на честь французького письменника Марселя Пруста.
Термін не є науковим, однак часто використовується літературознавцями.

## Походження феномену
В опублікованому 1913 року романі «На Сваннову сторону», першій частині роману-епопеї М. Пруста «У пошуках втраченого часу», головний герой згадує події свого життя і відтворює асоціативні ланцюжки за допомогою асоційованих із ними запахів. Хоча роман не був першим художнім твором, де було описано зв'язок пам'яті та нюху — він дав поштовх для утворення неофіційного терміну, який дослідники механізмів пам'яті назвали «феноменом Пруста» або «ефектом Пруста», маючи на увазі зв'язок нюху з пам'яттю.